# Draconinae
Draconinae — підродина ящірок з родини Агамових. Представники підродини мешкають на півдні й південному сході Азії та в Океанії.

## Опис
Загальна довжина представників цього роду коливається від 25 до 70 см. Мають надзвичайне яскраве забарвлення — коричневе, помаранчеве, червоне, зелене, жовтувате, бронзове забарвлення. Самиці яскравіше за самців. У багатьох є поперечні смуги. Тулуб стрункий, голова витягнута та тупа. Луска на тілі дрібна. У низки представників підродини є невеликий гребінець. Наявні шкіряні складки з боків. Представники деяких родів здатні «літати» за допомогою шкіряної складки на кшталт планера. Хвіст довгий. У значної частини є витягнута горлова торба.

## Спосіб життя
Полюбляє лісисті, гірські, скельні місцини, садиби, плантації. Значна частина живе на деревах. Швидко пересувається по стовбурам. За різних умов (температурних, теплових, небезпеці) здатні змінювати колір. Ховається у дуплах, на кронах. Харчуються комахами та іншими безхребетними, пташенятами, дрібними ящірками.
Це здебільшого яйцекладні ящірки. Лише один рід є живородним (народжується до 5 дитинчат). Самиці відкладають до 23—25 яєць.

## Розповсюдження
Мешкає у південній та Південно-Східній Азії.

## Роди
1. Acanthosaura
2. Aphaniotis
3. Bronchocela
4. Calotes
5. Ceratophora
6. Complicitus
7. Cophotis
8. Cristidorsa
9. Dendragama
10. Diploderma (агамові)
11. Draco
12. Gonocephalus
13. Harpesaurus
14. Hypsicalotes
15. Japalura
16. Laodracon
17. Lophocalotes
18. Lyriocephalus
19. Malayodracon
20. Mantheyus
21. Microauris
22. Monilesaurus
23. Otocryptis
24. Pelturagonia
25. Phoxophrys
26. Psammophilus
27. Pseudocalotes
28. Pseudocophotis
29. Ptyctolaemus
30. Salea
31. Sarada
32. Sitana
33. † Tikiguania